# Arborophila
Az Arborophila a madarak osztályának tyúkalakúak (Galliformes) rendjébe a fácánfélék (Phasianidae) családjába és a rulrulformák (Rollulinae) alcsaládjába tartozó nem.

## Rendszerezés
Besorolásuk vitatott, egyes rendszerezők a fogolyformák (Perdicinae) alcsaládjába sorolják a nemet.
A nembe az alábbi 21 faj tartozik:
- Arborophila torqueola
- Arborophila rufogularis
- Arborophila atrogularis
- tajvani erdeifogoly (Arborophila crudigularis)
- Arborophila mandellii
- Arborophila brunneopectus
- Arborophila rufipectus
- galléros hegyifogoly (Arborophila gingica)
- Arborophila davidi
- kambodzsai erdeifogoly (Arborophila cambodiana)
- Arborophila diversa
- Arborophila campbelli
- Arborophila rolli
- szumátrai erdeifogoly (Arborophila sumatrana)
- fehérarcú hegyifogoly (Arborophila orientalis)
- jávai erdeifogoly (Arborophila javanica)
- Arborophila rubrirostris
- Arborophila hyperythra
- hainani erdeifogoly (Arborophila ardens)

Áthelyezve a Tropicoperdix nembe:
- örvös hegyifogoly (Arborophila charltonii vagy Tropicoperdix charltonii)
- zöldlábú hegyifogoly (Arborophila chloropus vagy Tropicoperdix chloropus)